# Gerhard Merz (Künstler)
Gerhard Merz (* 25. Mai 1947 in Mammendorf, Kreis Fürstenfeldbruck) ist ein deutscher Künstler.

## Leben und Werk
Von 1969 bis 1973 studierte er an der Akademie der Bildenden Künste München und wurde Meisterschüler von Rudi Tröger. Zwischen 1964 und 1969 entstanden, angeregt durch Francis Bacon und Uwe Lausen, expressive Bilder und in der Folge erste Metall-Skulpturen. Seit Beginn der 1970er Jahre arbeitete er zunehmend erfolgreich mit Rauminstallationen, in denen er Bezüge zur Literatur- und Kunstgeschichte wie auch zur politischen Geschichte herstellte, sowie mit der Entwicklung großformatiger, monochromer, mit Liniennetzen aus Bleistiftstrichen überzogenen Bildern. Im Gebäude des Auswärtigen Amts in Bonn gestaltete er eine Wand durch ein großes vielfarbiges Mosaik.
Mit Beginn im Jahr 1977 war er mit seinen Werken insgesamt viermal in Folge auf der documenta in Kassel vertreten.
1983 wurde ihm der Arnold-Bode-Preis der documenta – Stadt Kassel verliehen. 1991 erhielt er einen Ruf als Professor an die Kunstakademie Düsseldorf. 1998/1999 war er beauftragt, im Rahmen der Altbausanierung des Auswärtigen Amtes in Berlin in einem gemeinsamen Projekt mit dem Architekten Hans Kollhoff die Räume zu gestalten. 2004 wechselte er auf eine Professur an die Akademie der Bildenden Künste München.
Gerhard Merz lebt und arbeitet in München und in Pescia, Italien.

## Ausstellungen
- 1977: documenta 6, Kassel
- 1978: Städtische Galerie im Lenbachhaus und Kunstbau, München[1]
- 1981: Westkunst, Köln
- 1982: documenta 7, Kassel
- 1984: Von hier aus – Zwei Monate neue deutsche Kunst in Düsseldorf, Düsseldorf
- 1986: Chambres d’Amis, Gent
- 1987: documenta 8, Kassel
- 1989: Galerie Museum, Bozen
- 1992: documenta IX, Kassel
- 1992: Gerhard Merz – Archipitura, Deichtorhallen Hamburg
- 1997: Biennale Venedig, Venedig
- 1997: Kunstverein Bozen[2]
- 2000: Kunstverein Hannover, Hannover
- 2002: Kunstsammlung Nordrhein-Westfalen, Düsseldorf
- 2003: Kunsthaus Bregenz, Bregenz